# Amazohoughia flavipes
Amazohoughia flavipes là một loài ruồi trong họ Tachinidae.